# The Best FIFA Football Awards 2022
O The Best FIFA Football Awards 2022 (em português: Prêmios FIFA de Melhores do Futebol 2022) foi a sétima edição do evento realizado pela Federação Internacional de Futebol (FIFA), em 27 de fevereiro de 2023.

## Vencedores e indicados

### Melhor Jogador de Futebol Masculino
| Rank              | Jogador            | Clube                               | Seleção    | Pontos     |
| Finalistas        | Finalistas         | Finalistas                          | Finalistas | Finalistas |
| ----------------- | ------------------ | ----------------------------------- | ---------- | ---------- |
| 1                 | Lionel Messi       | Paris Saint-Germain                 | Argentina  | 52         |
| 2                 | Kylian Mbappé      | Paris Saint-Germain                 | França     | 44         |
| 3                 | Karim Benzema      | Real Madrid                         | França     | 34         |
| Outros candidatos |                    |                                     |            |            |
| 4                 | Luka Modrić        | Real Madrid                         | Croácia    | 28         |
| 5                 | Erling Haaland     | Borussia Dortmund\| Manchester City | Noruega    | 24         |
| 6                 | Sadio Mané         | Liverpool\| Bayern Munich           | Senegal    | 19         |
| 7                 | Julián Álvarez     | - River Plate - Manchester City     | Argentina  | 17         |
| 8                 | Achraf Hakimi      | Paris Saint-Germain                 | Marrocos   | 15         |
| 9                 | Neymar             | Paris Saint-Germain                 | Brasil     | 13         |
| 10                | Kevin De Bruyne    | Manchester City                     | Bélgica    | 10         |
| 11                | Vinícius Júnior    | Real Madrid                         | Brasil     | 10         |
| 12                | Robert Lewandowski | - Bayern Munich - Barcelona         | Polónia    | 7          |
| 13                | Jude Bellingham    | Borussia Dortmund                   | Inglaterra | 3          |
| 14                | Mohamed Salah      | Liverpool                           | Egito      | 2          |

### Melhor Jogadora de Futebol Feminino
Confira a as 14 indicadas ao Fifa The Best de melhor jogadora de 2022:
| Rank              | Jogadora         | Clube                         | Seleção        | Pontos     |
| Finalistas        | Finalistas       | Finalistas                    | Finalistas     | Finalistas |
| ----------------- | ---------------- | ----------------------------- | -------------- | ---------- |
| 1                 | Alexia Putellas  | Barcelona                     | Espanha        | 50         |
| 2                 | Alex Morgan      | Orlando Pride, San Diego Wave | Estados Unidos | 37         |
| 3                 | Beth Mead        | Arsenal                       | Inglaterra     | 37         |
| Outras candidatas |                  |                               |                |            |
| 4                 | Sam Kerr         | Chelsea                       | Austrália      | 34         |
| 5                 | Aitana Bonmatí   | Barcelona                     | Espanha        | 29         |
| 6                 | Debinha          | North Carolina Courage        | Brasil         | 25         |
| 7                 | Alexandra Popp   | VfL Wolfsburg                 | Alemanha       | 17         |
| 8                 | Leah Williamson  | Arsenal                       | Inglaterra     | 17         |
| 9                 | Ada Hegerberg    | Lyon                          | Noruega        | 13         |
| 10                | Wendie Renard    | Lyon                          | França         | 9          |
| 11                | Lena Oberdorf    | VfL Wolfsburg                 | Alemanha       | 4          |
| 12                | Vivianne Miedema | Arsenal                       | Países Baixos  | 2          |
| 13                | Keira Walsh      | - Manchester City - Barcelona | Inglaterra     | 0          |
| 14                | Jessie Fleming   | Chelsea                       | Canadá         | 0          |

### Melhor Treinador de Futebol Masculino
Concorrentes ao prêmio de melhor treinador do mundo:
- Lionel Scaloni (Argentina) - Vencedor
- Carlo Ancelotti (Real Madrid)
- Didier Deschamps (França)
- Pep Guardiola (Manchester City)
- Walid Regragui (Marrocos)

### Melhor Treinador(a) de Futebol Feminino
Veja as seis concorrentes ao prêmio de treinadora do ano da Fifa:
- Sarina Wiegman (HOL) seleção da Inglaterra - Vencedora
- Sonia Bompastor (FRA), Lyon
- Emma Hayes (ING), Chelsea
- Bev Priestman (ING), seleção do Canadá
- Pia Sundhage (SUE), seleção do Brasil
- Martina Voss-Tecklenburg (ALE), seleção da Alemanha

### Melhor Goleiro de Futebol

#### Masculino
Concorrentes ao prêmio de melhor goleiro do mundo:
- Emiliano Martínez (Argentina e Aston Villa) - Vencedor
- Alisson (Brasil e Liverpool)
- Ederson (Brasil e Manchester City)
- Courtois (Bélgica e Real Madrid)
- Bono (Marrocos e Sevilla)

#### Feminino
Veja as seis indicadas ao prêmio de melhor goleira:
- Mary Earps (ING), Manchester United - Vencedora
- Christiane Endler (CHI), Lyon
- Ann-Katrin Berger (ALE), Chelsea
- Merle Frohms (ALE), Wolfsburg
- Alyssa Naeher (EUA), Chicago Red Stars
- Sandra Paños (ESP), Barcelona

### Prêmio FIFA Ferenc Puskás
Os onze jogadores inicialmente selecionados para o prêmio foram anunciados em 12 de janeiro de 2023.
| Jogador                    | Jogo                              | Competição                                                 | Data                   |
| -------------------------- | --------------------------------- | ---------------------------------------------------------- | ---------------------- |
| Marcin Oleksy              | Warta Poznań – Stal Rzeszów       | 2022 PZU Amp Futbol Ekstraklasa                            | 6 November 2022        |
| Mario Balotelli            | Adana Demirspor – Göztepe         | Süper Lig de 2021–22                                       | 22 de Maio de 2022     |
| Francisco González Metilli | Rosario Central – Central Córdoba | Campeonato Argentino de Futebol de 2022 – Primeira Divisão | 1 de agosto de 2022    |
| Amandine Henry             | Barcelona – Lyon                  | Liga dos Campeões da UEFA de Futebol Feminino de 2021–22   | 21 de maio de 2022     |
| Theo Hernández             | Milan – Atalanta                  | Serie A2021-22                                             | 15 de maio de 2022     |
| Alou Kuol                  | Iraque – Austrália                | Copa da Ásia Sub-23-2022                                   | 4 de junho de 2022     |
| Kylian Mbappé              | Argentina – França                | Copa do Mundo 2022                                         | 18 de dezembro de 2022 |
| Salma Paralluelo           | Barcelona – Villarreal            | 2021–22 Primera División                                   | 2 de abril de 2022     |
| Dimitri Payet              | Marseille – PAOK                  | Conference League                                          | 7 de abril de 2022     |
| Richarlison                | Brasil – Sérvia                   | Copa do Mundo2022                                          | 24 de novembro 2022    |
| Alessia Russo              | Inglaterra – Suécia               | Euro 2022                                                  | 26 de julho de 2022    |

### FIFA Fan Award
O prêmio celebra os melhores momentos ou gestos do torcedor de agosto de 2021 a dezembro de 2022, independente de campeonato, gênero ou nacionalidade. A lista foi compilada por um painel de especialistas da FIFA.
| Indicados            | Indicados |
| Torcedor ou torcida  | Motivo |
| -------------------- | --- |
| Torcida da Argentina | Seu apoio na viagem ao Catar para apoiar a sequência de vitórias de seu time na Copa do Mundo FIFA de 2022, e seguido pelos milhões de torcedores dando as boas-vindas ao time em Buenos Aires após a vitória no torneio. |
| Abdullah Al Salmi    | Caminhando 1.600 km pelo deserto da Arábia, de Jeddah ao Catar, para apoiar sua nação natal na Copa do Mundo da FIFA de 2022.                                                                                             |
| Torcida do Japão     | Natureza tradicional de ficar para trás após os jogos de seu país na Copa do Mundo FIFA de 2022 para limpar o estádio. |

## Edições
- The Best FIFA Football Awards 2016
- The Best FIFA Football Awards 2017
- The Best FIFA Football Awards 2018
- The Best FIFA Football Awards 2019
- The Best FIFA Football Awards 2020